# Karczachbjur
Karczachbjur – wieś w Armenii, w prowincji Gegharkunik. W 2011 roku liczyła 2337 mieszkańców.